# La Roche-Chalais
La Roche-Chalais is een gemeente in het Franse departement Dordogne (regio Nouvelle-Aquitaine). De plaats maakt deel uit van het arrondissement Périgueux. La Roche-Chalais telde op 1 januari 2022 3.023 inwoners.

## Geografie
De oppervlakte van La Roche-Chalais bedraagt 89,4 km², de bevolkingsdichtheid is 34 inwoners per km² (per 1 januari 2019).
De onderstaande kaart toont de ligging van La Roche-Chalais met de belangrijkste infrastructuur en aangrenzende gemeenten.

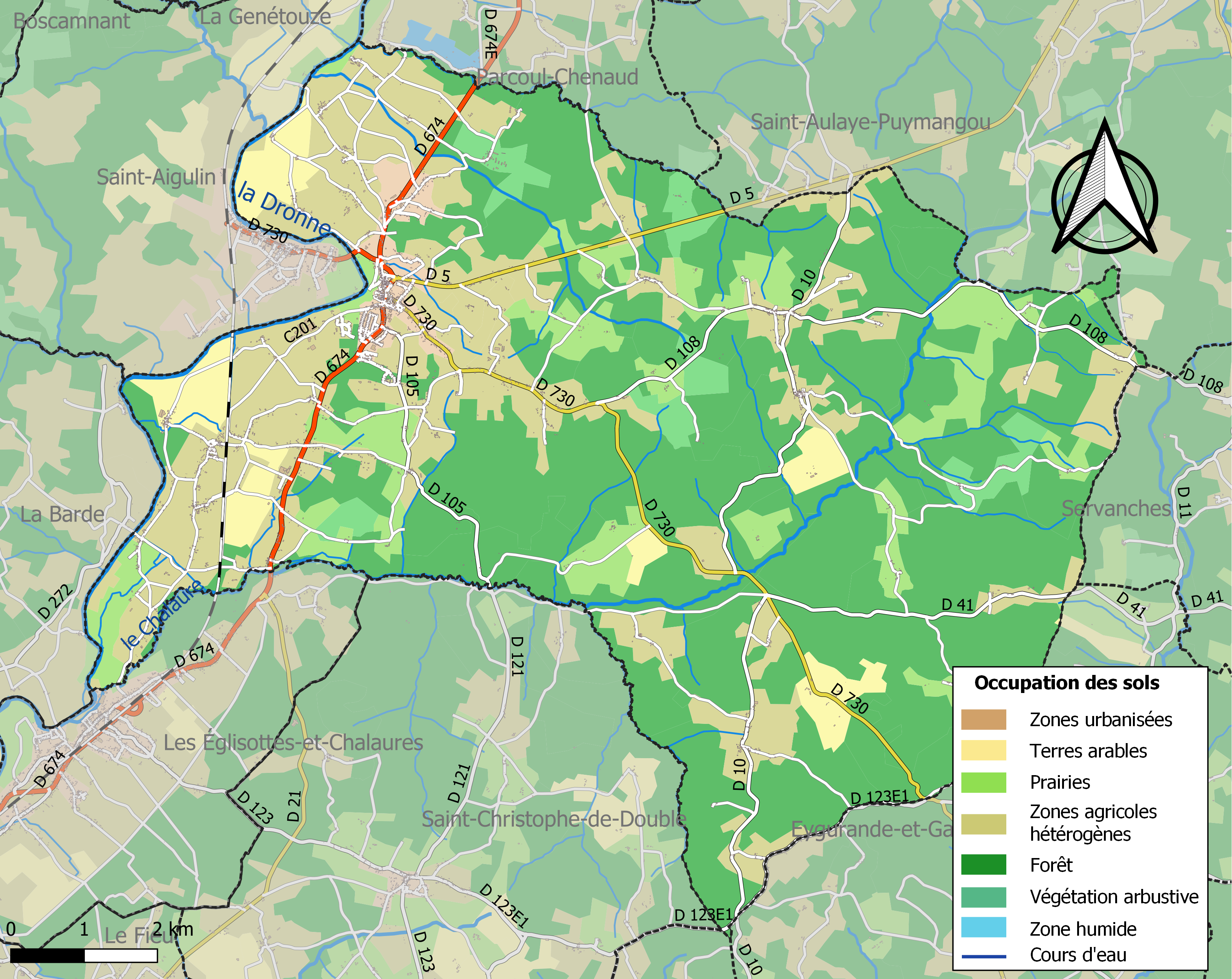

## Verkeer
Het spoorwegstation Saint-Aigulin - La Roche-Chalais ligt in de aanpalende gemeente Saint-Aigulin.

## Demografie
Onderstaande figuur toont het verloop van het inwonertal (bron: INSEE-tellingen).